# Pterotopeza tarsalis
Pterotopeza tarsalis là một loài ruồi trong họ Tachinidae.